# Шпильковий набій

Шпильковий патрон — різновид унітарного патрона зі спеціальною конструкцією займання у вигляді вмонтованого в гільзу стерженька (шпильки).

## Конструкція
На бічній поверхні гільзи (біля її дна) шпилькових патрона встановлюють спеціальну деталь у вигляді маленького металевого і гострого з одного кінця стрижня (шпильки), причому гострий кінець розташовують всередині гільзи перед ударним складом. Інша сторона шпильки виходить назовні гільзи. Для займання порохового складу і здійснення пострілу необхідно було провести удар по зовнішньому кінці шпильки, при цьому гострий кінець шпильки бив по капсулю, ініціюючи займання пороху всередині гільзи.

## Застосування
Шпилькові патрони застосовували в спеціально розробленій для них зброї, переважно в так званих «шпилькових» револьверах. У яких було спеціальне влаштування курка, який міг бити по шпильках, а також іноді був захисний пристрій, який захищав шпильки від випадкового удару.
Вперше револьвери під шпилькові патрони були створені у Франції паризьким зброярем Еженом Лефоше – сином Казимира Лефоше.  Ці револьвери стали зразками для наслідування в Австро-Угорщині, Німеччині, Іспанії та ін. Крім того під шпилькові патрони виготовлялися так звані  «Пепербокси» – «безствольні» револьвери.
Крім револьверів фірмою Ежена Лефоше і її бельгійською філією під шпилькові патрони випускалися також і рушниці, але не зважаючи на досить високу скорострільність не набули широкого поширення (такі рушниці у запобігання великої маси проводилися тільки під кулі калібром не більше 9-12 мм).
В наші дні шпилькові патрони використовують в мініатюрний зброї, де боєприпаси центрального або навіть кільцевого запалення зробити важко.  Наприклад компанія Berloque випускає пістолет і патрон калібру 2 мм.

## Історія
У 1836 році Казимир Лефоше запропонував шпильковий патрон з картонною гільзою. Згодом він створив першу зброю під сконструйований ним патрон – так званий «бундельревольвер»,  який успішно був представлений в Лондоні. Поява шпилькових патронів привела до початку застосування унітарних патронів (унітарні патрони з голчастими ударними механізмами, запропонованими німецьким зброярем Дрейзе в 1827 році широкого поширення для револьверів не набули через їх громіздкість, хоча окремі зразки голчастих револьверів були випущені).  Але незабаром шпилькові патрони, маючи суттєві недоліки почали поступатись місцем патронам кругового запалення, а потім – унітарним патронам центрального запалення (запропоновані в 1861 році французом Патті і вдосконалені англійцем Боксером). Все ж шпилькові револьвери виготовляли і застосовували аж до початку 20 століття.
Сьогодні шпилькові патрони і зброю під них все ще виробляють.

## Недоліки
Необхідність заряджання шпилькових патронів в спеціальному порядку, щоб шпильки перебували навпроти курка - установка патронів в спеціальні вирізи в барабані револьвера (що вимагало від стрільця певних навичок).
Небезпека для стрільця при користуванні, оскільки випадковий удар по  шпильці міг спровокувати постріл або вибух патрона в коморі (якщо вона перебувала не навпроти каналу ствола). Застосування ж для виключення цього явища бортиків було малоефективним, а кільцеподібні щитки збільшували масу і габарити зброї.
Шпилькові патрони не завжди забезпечували належну обтюрацію, що сприяло прориву порохових газів між стволом і коморою.
Труднощі отримання стріляних гільз з камер (особливо при їх «роздутті»).